# Apocalypse Soon
Apocalypse Soon – piąty album, w tym trzecia EPka amerykańskiego projektu muzycznego Major Lazer. Został wydany 25 lutego 2014. Poprzednim albumem projektu był album studyjny Free the Universe.
EP zawiera pięć utworów na których gościnnie pojawiają się Sean Paul, Pharrell Williams, Machel Montano, RDX, Moska i Mr. Fox. Obydwa  single; „Aerosol Can” i „Come on to Me” znalazły się na lista przebojów we Francji, Belgii i Holandii.

## Lista utworów
| Nr | Tytuł utworu                                | Długość |
| -- | ------------------------------------------- | ------- |
| 1. | „Aerosol Can” (gościnnie Pharrell Williams) | 3:02    |
| 2. | „Come on to Me” (gościnnie Sean Paul)       | 3:33    |
| 3. | „Sound Bang” (gościnnie Machel Montano)     | 3:54    |
| 4. | „Lose Yourself” (gościnnie RDX & Moska)     | 3:16    |
| 5. | „Dale Asi” (gościnnie Mr. Fox)              | 4:46    |
|    |                                             | 18:31   |

## Notowania na listach
| Lista (2013/14)                                  | Najwyższa pozycja |
| ------------------------------------------------ | ----------------- |
| Francja (SNEP)                                   | 141               |
| Nowa Zelandia (RIANZ)                            | 28                |
| Stany Zjednoczone (Billboard 200)                | 137               |
| Stany Zjednoczone (Dance/Electronic Albums)      | 6                 |
| Stany Zjednoczone (Billboard Independent Albums) | 28                |